# Xochimilco

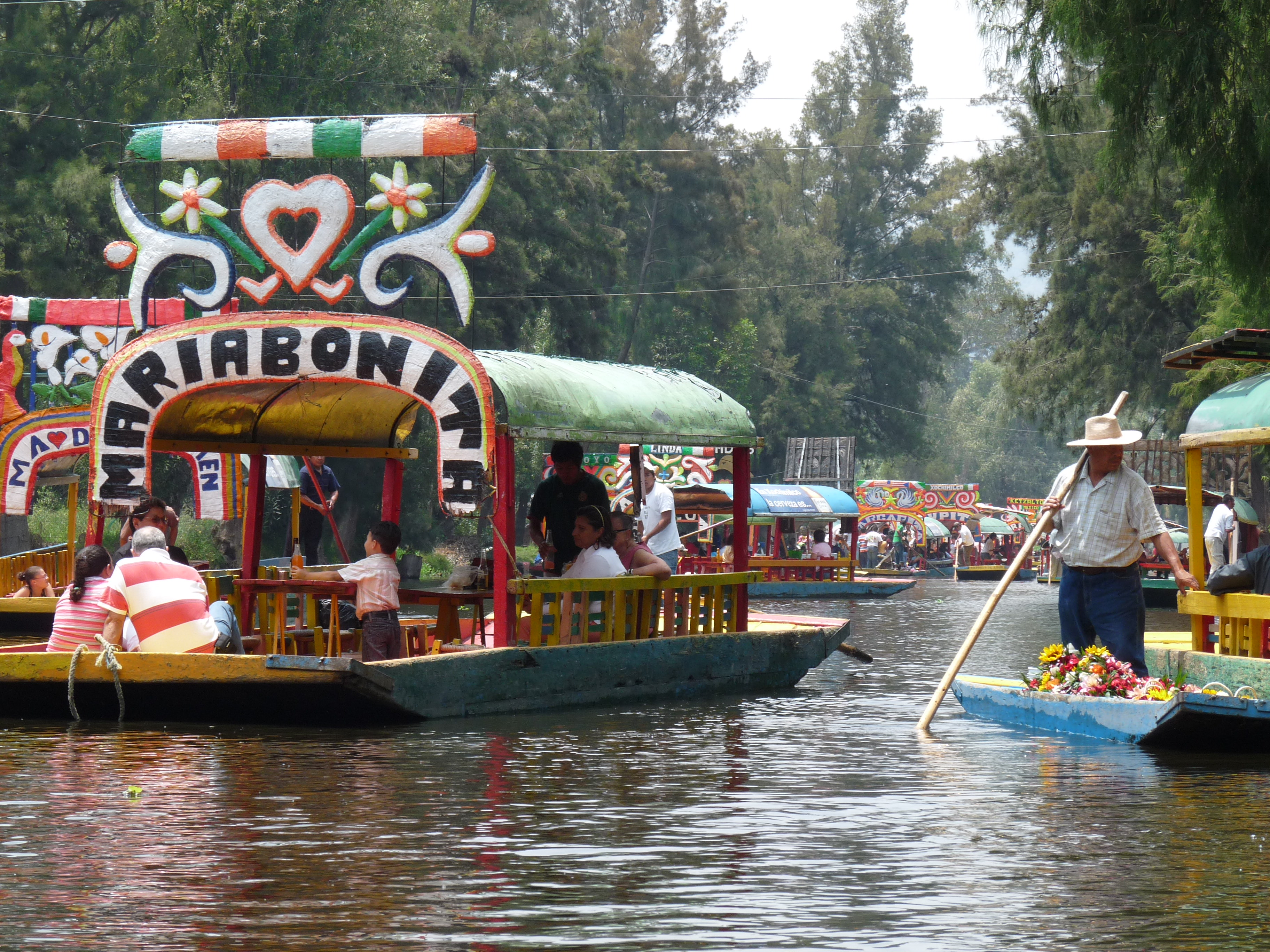
Trajineras (barques) sur les canaux de Xochimilco

Xochimilco (prononcé en espagnol : /sotʃiˈmilko/), est l'une des seize divisions territoriales (demarcaciones territoriales) de Mexico au Mexique. Son siège est El Rosario.

## Géographie

### Situation
Xochimilco s'étend sur 122 km2 dans l'est de Mexico dont elle représente 7,9 % du territoire. Elle est limitrophe de Coyoacán et Iztapalapa au nord, Tláhuac à l'est, Milpa Alta au sud et Tlalpan à l'ouest.

### Relief
La partie nord de ce territoire est plane et se situe à l'altitude moyenne de la vallée de Mexico, c'est-à-dire 2 240 m. À cet emplacement se trouvait autrefois le lac de Xochimilco, dont les vestiges sont les canaux de la Chinampería.
On trouve au sud les montagnes Xochitepec, Tzompol, Tlacuallelli et Teuhtli, qui constituent la limite naturelle avec les délégations Milpa Alta et Tláhuac.
La superficie de l'ancien lac de Xochimilco a été réduite petit à petit, jusqu'à la superficie actuelle. Ce lac était alimenté par les eaux de source qui venaient des monts alentour. Il a été canalisé lors du porfiriat pour fournir la ville de Mexico lors de l'épuisement de l'approvisionnement en 1951
C'est une zone très touristique en raison de la présence d'un réseau de canaux et de jardins flottants appelés chinampas qui sont les derniers vestiges de l'ancien lac Texcoco et sont inscrits au patrimoine mondial de l'UNESCO.

## Dénomination
Le nom Xochimilco peut se traduire par « lieu du champ de fleurs » en nahuatl (Xochitl, fleur, milli champ, et -co, suffixe de lieu).
Ce lieu étale ses jardins flottants (chinampas) cultivés par les Aztèques pendant leur apogée, alors qu'ils vivaient encore sur le lac de Tenochtitlan. Il étale aussi ses canaux sillonnés par des barques (« trajineras ») où prennent place, parmi les promeneurs, des orchestres de mariachis.

## Histoire

### Époque préhispanique
Les premières traces de sédentarisation humaine sur ce territoire datent de la période préclassique. Les premiers habitants étaient en relation avec la culture de Cuicuilco, comme le démontrent les découvertes de Cuemanco[réf. nécessaire]. À la fin du préclassique, les populations de la région se sont concentrées à Teotihuacan. Après l'effondrement de cette ville, la population de la métropole s'est dispersée dans la vallée de Mexico, et quelques groupes se sont installés à Xochimilco. À l'époque postclassique, vers la fin du XIIe siècle, les Xochimilcas se sont sédentarisés à Cuahilama (es), près de l’actuelle Santa Cruz Acalpixca (es) et leur chef Acatonalli y a fondé leur premier centre cérémoniel en 1256.
En accord avec le Codex Mendoza, Xochimilco a été vaincue par les Mexicas.

### Conquête du Mexique et époque coloniale
Durant la conquête du Mexique, Xochimilco fut conquise par Hernán Cortés et ses hommes le 16 avril 1521. Selon la légende, Cuauhtémoc en personne vint demander de l'aide pour la défense de Tenochtitlan. On raconte qu'à son passage il planta le sapin qui existe toujours au quartier San Juan. 
Une fois achevée la conquête de Tenochtitlan, l'ultime gouverneur de Xochimilco, Apochquiyauhtzin, se convertit au catholicisme et fut baptisé sous le nom de Luis Cortés Cerón de Alvarado le 6 juin 1522.
L'évangélisation des habitants est due aux missionnaires  franciscains Martín de Valencia, Alfonso Paz, Juan de Nozarmendia, et Bernardino de Sahagún.
Entre 1534 et 1579 fut un couvent franciscain qui est toujours associé à la cathédrale de Xochimilco. 
En 1559, Philippe II d'Espagne fait de Xochimilco une ville qui prend le nom de « Noble ville de Xochimilco ».
Le manque d'attention donné par  l'administration coloniale envers les œuvres d'ingénierie a permis, malgré le fleurissement de la chinampería, en 1609, une crue qui inonda toutes les semences.
En 1576 et 1777, Xochimilco a été frappée par une épidémie de variole.

### XIXeetXXesiècles
Après l'indépendance, Xochimilco s'est rapidement intégré dans l'empire mexicain, mais son incorporation au district fédéral, par décret, eut lieu lors de la première moitié du XIXe siècle. 
En 1850 fut inaugurée la première ligne à vapeur qui reliait Mexico et Xochimilco, qui stimula le trafic et le commerce entre les deux villes, Mais jusqu'à l'instauration du tramway en 1908, les "trajineras" demeurèrent le moyen le plus important d'échange.
Pendant la révolution, Xochimilco fut occupée successivement par toutes les factions qui intervinrent. 
En 1911, les zapatistes pénétrèrent dans le territoire du district fédéral, en provenance de l'État de Morelos. 
Le 4 décembre 1914, Emiliano Zapata et Francisco Villa signèrent le pacte de Xochimilco dans une maison, en face du marché principal, occupée actuellement par un vendeur de chaussure. 
Un des thèmes dont parlèrent Zapata et Villa fut l'oubli de la problématique agraire par  Venustiano Carranza.
Les partisans de Zapata s'emparèrent 4 octobre 1916,du système d'eau municipale de Xochimilco, qui fournissait le district fédéral. Les troupes 
de Carranza, envoyées par le général Pablo Gonzalez , s'introduisirent dans les tubes pour les attaquer, en l'apprenant, ceux-ci ourirent les vannes pour les noyer. 
En 1968, la réception des Jeux olympiques de Mexico entraîna une réurbanisation. Entre autres, le canal de Cuemanco fut converti en piste olympique de canoë, et l'anneau périphérique entre Xochimilco et Tlalpan fut créé.[réf. nécessaire]
Le ralliement physique entre Xochimilco et Mexico eut lieu tardivement, pendant les 3 dernières décennies du XXe siècle.  
La zone des « chinampas » de Xochimilco a été déclarée patrimoine mondial de l'humanité en 1987.

## Démographie
La délégation était peuplée de 404 458 habitants en 2005.

## Culture et tourisme
Pour protéger les lieux, le 4 décembre 1986 a été délimitée par décret une zone de 89,65 km2 comprenant un grand nombre de monuments antérieurs au XIXe siècle aux alentours des lacs de Xochimilco et Chalco.[réf. nécessaire]
L'Unesco déclare le quartier patrimoine mondial de l'humanité le 11 décembre 1987. 
Xochimilco est un des endroits les plus visités de l'entité fédérative de Mexico, que ce soit par les touristes nationaux ou internationaux. 
En outre, il faut ajouter les fêtes des saints de ses 18 quartiers, et les fêtes liées à la Niñopa, image locale de l'Enfant Jésus.

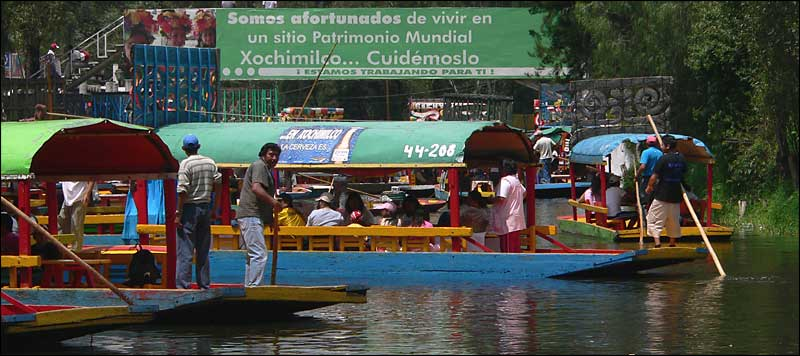
Barques à Xochimilco
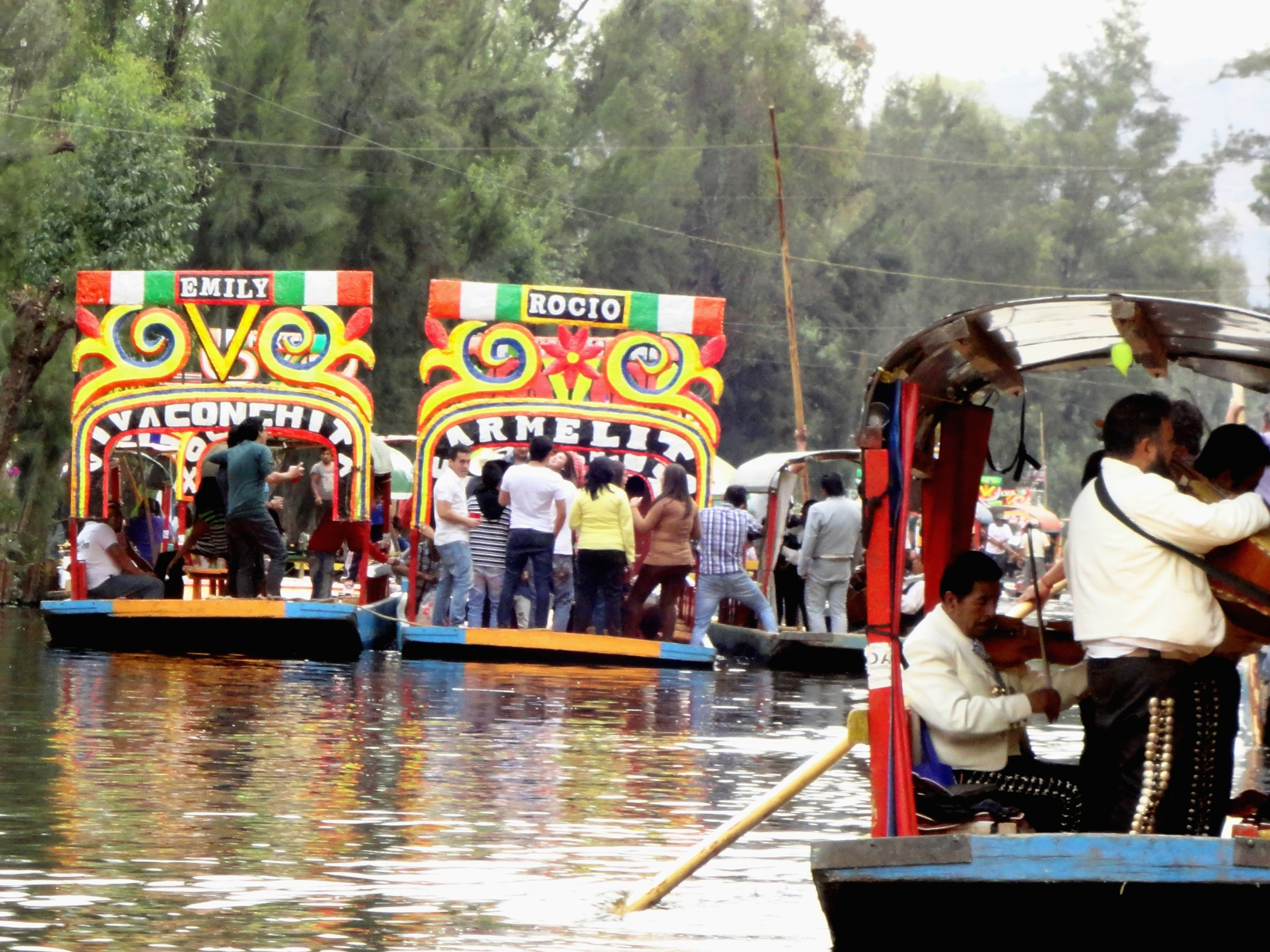
Mariachis offrant leurs services aux touristes sur les canaux de Xochimilco
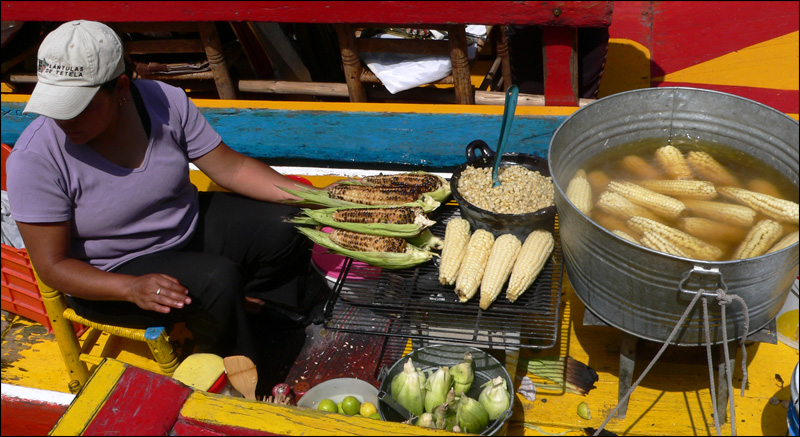
Vendeuse de maïs sur les jardins flottants de Xochimilco